# Zézé Gamboa
Pour les articles homonymes, voir Gamboa (homonymie).
Zézé Gamboa, de son vrai nom José Augusto Octávio Gamboa dos Passos, né en 1955 à Luanda en Angola, est un réalisateur, scénariste, producteur angolais.

## Biographie

### Enfance, éducation et débuts
Zézé Gamboa est né à Luanda en 1955. Il commence sa carrière comme producteur de nouvelles à la télévision angolaise en mai 1974. En 1980, il déménage en Europe, où il passe neuf ans à Paris et sept autres années en Belgique avant de s’établir définitivement à Lisbonne.

### Carrière
Gamboa entame sa carrière cinématographique en réalisant des documentaires. Il travaille également sur le film étranger Terre lointaine (Foreign Land, 1995), réalisé par Walter Salles, et sur Le Testament de Napomucene (en) (Napomuceno's Will, 1997), l’adaptation cinématographique de Francisco Manso (en) du roman de Germano Almeida, Le Testament de monsieur Napumoceno da Silva Araújo.
Un héros (2004) raconte l’histoire d’un homme qui s’efforce de récupérer sa prothèse volée dans un Angola en pleine reconstruction après la guerre civile. Ce film a été couronné par le Prix du Jury du Cinéma du Monde lors du Festival du film de Sundance 2005, parmi plus de 25 récompenses remportées au festival.
Le critique Olivier Barlet décrit O Grande Kilapy (pt) (2012) de Gamboa comme un « biopic burlesque sur un escroc professionnel » qui se déroule dans l’Angola des années 1970. Selon lui, le film utilise la farce pour mettre en lumière les contradictions de la colonie et révéler les germes de la décolonisation qui y étaient déjà présents.

## Filmographie

### Long métrage
- 2004 : O Heroi / Le Héros
- 2012 : Ô Grande Kilapy

### Documentaires
- 1991 : Mopiopio, Sopro de Angola
- 1998 : Dissidence
- 2002 : Desassossego de Pessoa (court métrage)